# Esther Toko
Esther Tamaramiyebi Toko, née le 28 mars 2000, est une rameuse et kayakiste nigériane. 

## Carrière
Esther Toko dispute les Championnats du monde de course en ligne de canoë-kayak de 2015 à Milan, où elle est éliminée en demi-finales du C1 200 mètres et du C2 500 mètres. 
Aux Jeux africains de 2019 à Rabat, elle participe aux épreuves d'aviron, terminant quatrième en skiff sprint poids légers et cinquième en skiff poids légers, et aux épreuves de canoë-kayak, terminant cinquième en K4 500 mètres et sixième en K2 200 mètres ainsi qu'en K2 500 mètres.
Elle est médaillée d'argent en deux de couple mixte avec Michael Moses et médaillée de bronze en skiff aux  Jeux africains de plage de 2019 à Sal ainsi qu'aux Jeux africains de plage de 2023 à Hammamet.